# Valle de Valdebezana
Valle de Valdebezana község Spanyolországban, Burgos tartományban. Valle de Valdebezana Merindad de Valdeporres, Valle de Manzanedo, Alfoz de Bricia, Valderredible, Alfoz de Santa Gadea, Las Rozas de Valdearroyo, Campoo de Yuso és Luena községekkel határos. Lakosainak száma 482 fő (2024).

## Népesség
A település népessége az utóbbi években az alábbiak szerint változott:
| Lakosok száma | 745  | 677  | 631  | 613  | 569  | 537  | 511  | 475  | 456  | 482  |
|               | 2001 | 2004 | 2006 | 2009 | 2011 | 2014 | 2016 | 2019 | 2021 | 2024 |